# Projekt jeden z życia moment
Projekt jeden z życia moment – szósty album solowy polskiego rapera DonGURALesko. Wydawnictwo ukazało się 15 listopada 2012 roku nakładem wytwórni muzycznej Szpadyzor Records. Nagrania wyprodukowali: Tasty Beatz, The Returners, Ceha oraz Donatan. Natomiast scratche wykonali: DJ Teak, DJ Cube, DJ Kostek oraz DJ Soina. Wśród gości na płycie znaleźli się W.E.N.A., Shellerini, Sitek, Rafi, Fokus, Gruby Mielzky oraz Ry23.
Nagrania dotarły do 2. miejsca zestawienia OLiS. Pochodzący z płyty utwór pt. „Chce Ci dać” został przekazany przez rapera na rzecz Rak'n'Roll Records, oficyny funkcjonującej przy fundacji pod tą samą nazwą. Dochód ze sprzedaży piosenki w formacie mp3 został przeznaczony na rzecz walki z nowotworem piersi.

## Lista utworów
Opracowano na podstawie materiału źródłowego.
1. „Intro” (produkcja: Tasty Beatz) – 01:20
2. „Mogliśmy wszystko” (produkcja: The Returners) – 03:30
3. „Ponad tęczą” (produkcja: The Returners, gościnnie: W.E.N.A.) – 02:43
4. „Kto sieje wiatr” (produkcja: Ceha, scratche: DJ Taek) – 04:03
5. „Pięć” (produkcja: Tasty Beatz, gościnnie: Shellerini, Sitek, scratche: DJ Cube) – 03:38
6. „Laj laj laj” (produkcja: Ceha, scratche: DJ Taek) – 03:47
7. „Wąż ogonojad” (produkcja: Donatan, scratche: DJ Cube) – 03:31
8. „Tulić hajs” (produkcja: Donatan, scratche: DJ Kostek) – 03:39
9. „Pomimo to” (produkcja: Tasty Beatz, gościnnie: Rafi, scratche: DJ Soina) – 04:40
10. „Trochę czasu” (produkcja: Tasty Beatz, scratche: DJ Cube) – 03:15
11. „Chce Ci dać” (produkcja: Tasty Beatz, scratche: DJ Cube) – 03:41
12. „A gdyby tak” (produkcja: Donatan, gościnnie: Fokus) – 03:08
13. „Skoki w prążki” (produkcja: Donatan, scratche: DJ Soina) – 02:37
14. „Zwyczajne dzieje” (produkcja: The Returners, gościnnie: Gruby Mielzky, Ry23) – 04:23
15. „Outro” (produkcja: Tasty Beatz) – 03:25